# Evance Jennard
Evence Hector Léon Jennard (Houdeng-Aimeries, 24 april 1908 - 1984) was een Belgisch senator.

## Levensloop
Jennard was kandidaat in de wijsbegeerte en letteren en werd directeur van de École industrielle et commerciale in La Louvière.
In 1961 werd hij verkozen tot BSP-senator voor het arrondissement Bergen-Zinnik en vervulde dit mandaat tot in 1965.
Hij werd gemeenteraadslid van Houdeng-Aimeries in 1965 en was er schepen van 1971 tot 1976.
Hij was verder:
- voorzitter van het regionaal comité voor arbeidersopleiding;
- voorzitter van het ACOD van La Louvière;
- verantwoordelijke voor het ABVV en de Gemeenschappelijke actie voor de Centrumregio;
- propagandaverantwoordelijke voor Wallonie Libre in de Centrumregio.

## Eerbetoon
- In Houdeng-Aimeries is er een Centre Culturel Evance Jennard.